# Robert Pandraud
 (février 2016).
Si vous disposez d'ouvrages ou d'articles de référence ou si vous connaissez des sites web de qualité traitant du thème abordé ici, merci de compléter l'article en donnant les références utiles à sa vérifiabilité et en les liant à la section « Notes et références ».
Robert Pandraud, né le 16 octobre 1928 au Puy-en-Velay (Haute-Loire) et mort le 18 février 2010 à Suresnes (Hauts-de-Seine), est un homme politique français.
Ancien directeur de la police nationale, membre du RPR puis de l'UMP, il est ministre délégué à la Sécurité (1986-1988) auprès du ministre de l'intérieur Charles Pasqua dans le second gouvernement Jacques Chirac pendant la cohabitation puis député de la Seine-Saint-Denis (1988-2007).

## Biographie

### Famille, jeunesse et débuts dans la préfectorale
Fils d'instituteur et étudiant boursier, Robert Pandraud est diplômé de l'Institut d'études politiques de Paris et de l'École nationale d'administration (ENA), en 1953 (promotion « Paul Cambon »). 
Il commence sa carrière administrative dans le corps préfectoral, avant d'être secrétaire général des Hauts-de-Seine (1967[Information douteuse]-1968) à la création de ce département. 

### Une longue carrière au ministère de l'Intérieur
Il est ensuite successivement directeur central de la Sécurité publique, directeur du service actif de la Police nationale (1970-1973), directeur du personnel et du matériel de la police (1973).
En 1974, Robert Pandraud devient directeur-adjoint du cabinet du ministre de l'Intérieur, Michel Poniatowski. De 1975 à 1978, il est directeur de la Police nationale puis, de 1978 à 1981, directeur général de l'administration au ministère de l'Intérieur. En juillet 1981, il est nommé inspecteur général de l'administration du ministère de l'Intérieur.

### Un proche de Jacques Chirac
En mars 1982, il rejoint le cabinet du maire de Paris Jacques Chirac, en tant que directeur général des services administratifs du département de Paris. il sera ensuite directeur de cabinet du maire (1983-1986). 
Après la victoire de la droite aux législatives en 1986 et la cohabitation entre François Mitterrand et Jacques Chirac qui s'ensuit jusqu'en 1988, il est ministre délégué à la Sécurité au côté du ministre de l'Intérieur Charles Pasqua. Il doit mettre un terme à une vague d'attentats terroristes et réprimer les grandes manifestations lycéennes et étudiantes contre le projet de loi réformant les universités françaises présenté par le ministre Alain Devaquet. Celles-ci sont notamment marquées par la mort de Malik Oussekine et la fausse piste lancée pour les poseurs de bombes des attentas de la fin février 1987.
« Nous avions lancé la piste des FARL sur la base des premiers témoignages, même si nous savions que pour des Français, qui pensaient avoir reconnu les frères Abdallah sur les lieux des attentats, tous les barbus proche-orientaux se ressemblent, reconnaît Pandraud. Je me suis dit que mettre en avant la piste Abdallah ne ferait pas de mal, même si ça ne faisait pas de bien. En réalité, nous n’avions alors aucune piste.».

### Député de la Seine-Saint-Denis

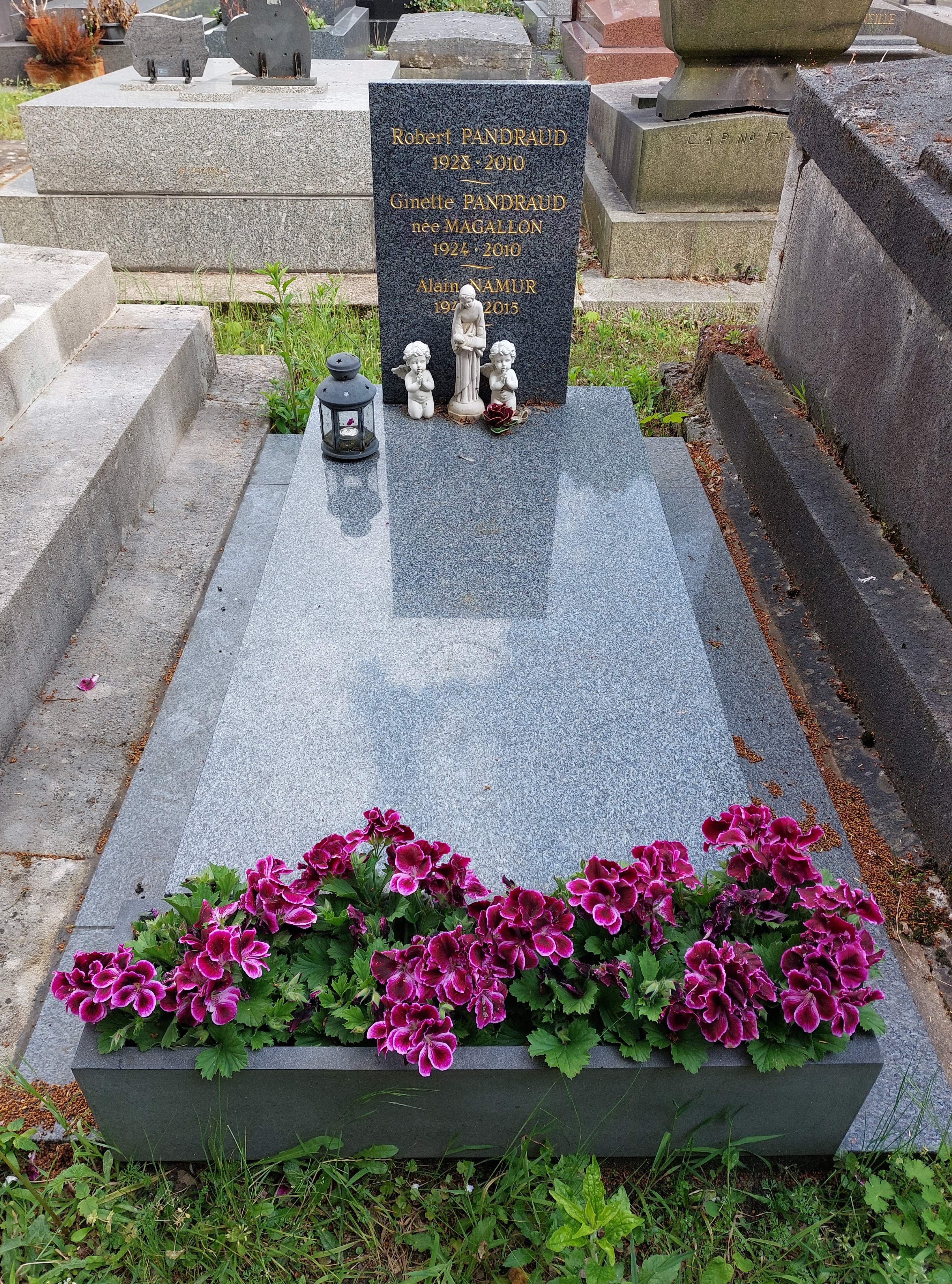
Tombe au cimetière d'Auteuil (Paris).

Il est député RPR (1988-2002) puis UMP (2002-2007) dans la 8e circonscription de la Seine-Saint-Denis. Il fut aussi membre du comité d'honneur du Mouvement initiative et liberté et de l'Union nationale inter-universitaire (UNI).
Il n'est pas candidat à sa réélection aux élections législatives de juin 2007 et Patrice Calméjane, son ancien suppléant, est élu à l'Assemblée nationale dans son ancienne circonscription.
De 2002 à sa mort, il préside la Commission d'organisation et de contrôle des opérations électorales (COCOE) de l'UMP. 

## Synthèse des mandats
- 20 mars 1986 - 10 mai 1988 : ministre délégué auprès du ministre de l'Intérieur, chargé de la Sécurité[1] ;
- 13 juin 1988 - 19 juin 2007 : député de la 8e circonscription de la Seine-Saint-Denis[5] ;
- 23 mars 1992 - 15 mars 1998 : membre du conseil régional d'Île-de-France[2].

## Distinctions
- Officier de la Légion d'honneur
- Médaille d'honneur de la Police nationale or

## Vie personnelle
Robert Pandraud est marié et père de trois enfants. Son épouse, née Ginette Magallon le 17 novembre 1924, est décédée quelques mois après lui, le 17 avril 2010 à Neuilly-sur-Seine.